# Urkrafter
Urkrafter sägs vara uråldriga fenomen såsom ljus, mörker och kaos. Ofta var urkrafterna i form av mytologiska ting, till exempel Yggdrasil och Ginnungagapet.
Urkrafter användes förr för att kunna förklara de fysiska grundfenomenen. Man trodde att det fanns naturkrafter som inverkade på materien. Dessa var den allmänna attraktionen, värmet, ljuset, magnetismen och elektriciteten. Senare ansåg man att alla fysiska fenomen bestod av att kropparna eller deras smådelar avlägsnar sig från eller närmar sig varandra, och naturkrafterna delades upp i två urkrafter: attraktions- och repulsionskrafter. Man kände inte till någonting om dessa krafters egenskaper. Några antog att de var egenskaper inneboende i materien; andra ansåg att de verkade genom så kallade ovägbara fluida, av vilka det fanns ett för värmet, ett annat för ljuset, två för magnetismen och två andra för elektriciteten. 
Denna invecklade teori gav småningom vika för den dynamiska teorin, enligt vilken alla fenomen hade sin orsak i rörelser hos kropparna och deras smådelar samt i det hypotetiska ämnet etern som man trodde fyllde hela världsrymden. Denna teori gav i sin tur upphov till teorin om de fysiska krafternas enhet. De olika fysiska fenomenen var enligt denna teori endast olika rörelseformer i materien och etern. Rörelse kan förvandlas till värme, värme kan alstra ljus och elektricitet och den sistnämnda kraften frambringar magnetism, rörelse, ljus och värme.